# Presses de l'Université de Montréal
Pour les articles homonymes, voir PUM.
Les Presses de l'Université de Montréal (PUM) sont une maison d'édition universitaire fondée à Montréal en 1962. Elles éditent des ouvrages et des revues savantes traitant tous domaines de la connaissance. Une partie de leur catalogue est disponible en libre accès.
Les Presses de l’Université de Montréal sont membres de l'Association des Presses Universitaires Canadiennes (APUC).

## Mission
Les Presses de l’Université de Montréal ont pour mission :
- la diffusion des résultats issus de la recherche universitaire à travers l'édition d'ouvrages et de revues savantes,
- la transmission au grand public de connaissances scientifiques,
- la participation aux débats d'idées par l'apport de réflexions sur les questions d'actualité,
- la contribution au rayonnement de l'Université de Montréal[1].

## Historique
En 1996, les Presses de l'Université de Montréal mettent en place une "Direction des publications électroniques" ayant pour objectif d'épauler les revues savantes dans leur transition vers le numérique. Un projet pilote d'édition numérique voit le jour et, en 1998, est mis en ligne Érudit, une plateforme vouée à la production et à la diffusion numérique de revues universitaires. Pilotée à partir des années 2000 par le Groupe interuniversitaire pour l'édition numérique (GIEN), la plateforme Érudit devient en 2004 un consortium.
Depuis 2009, l'ensemble des livres publiés aux Presses de l'Université de Montréal sont également disponibles au format électronique (ePub ou pdf).
En 2014, les Presses de l'Université de Montréal s'associent à la Direction des bibliothèques de l'Université de Montréal, menée par Richard Dumont, pour la publication d'ouvrages numériques en libre accès.
L'éditeur Antoine Del Busso est directeur général des PUM de 1998 à 2015. Son successeur est Patrick Poirier, précédemment coordonnateur scientifique du Centre de Recherche Interuniversitaire sur la Littérature et la Culture Québécoises (CRILCQ). 
De 2002 à 2016, le directeur scientifique de la maison d'édition est Benoît Melançon, professeur au Département des littératures de langue française de l'Université de Montréal. De 2017 à 2023, cette fonction est occupée par l'historienne Laurence Monnais, professeure au Département d'histoire de l'Université de Montréal. Depuis 2023, c'est le médiéviste Francis Gingras, professeur au Département des littératures de langue française de l'Université de Montréal, qui occupe cette fonction.

## Libre accès
Les Presses de l'Université de Montréal développent une politique de libre accès, suivant différents modèles, sur une partie de leur catalogue : 
- les ouvrages de la collection "Bibliothèque du Nouveau Monde", regroupant des éditions critiques de textes majeurs de la littérature québécoise, sont accessibles librement sur le site de la BAnQ[10],
- la collection "Parcours Numériques", co-dirigée par Michael E. Sinatra et Marcello Vitali-Rosati, propose en complément de la publication papier, ePub et pdf, une version complète et enrichie de ses ouvrages en accès libre[11],
- une sélection d'ouvrages, notamment ceux de la collection "Profession" qui vulgarise les métiers de l'université[12], sont accessibles sur la plateforme OpenEdition Books[13],
- dix ouvrages sont mis chaque année à disposition en libre téléchargement sur le site de la maison d'édition, dans le cadre d'un projet pilote en association avec la Direction des bibliothèques de l'Université de Montréal[2],
- des documents complémentaires (vidéos, exercices...) à certains ouvrages sont également disponibles sur le site internet de la maison d'édition.

## Revues savantes
Les Presses de l'Université de Montréal publient quatre revues savantes à comité de lecture (peer reviewed) :
- Meta : journal des traducteurs / Meta: Translators' Journal s'intéresse à la recherche en traduction et en interprétation. Créée en 1955, elle propose trois nouveaux numéros chaque année[14].
- Études françaises est fondée en 1965 par le professeur de littérature René de Chantal. Elle propose une réflexion sur les littératures de langue française et publie trois numéros par an[15].
- Criminologie est une revue semestrielle, fondée par le criminologue québécois Denis Szabo en 1968, à destination des scientifiques et des professionnels de la justice pénale[16].
- Sociologie et sociétés est une revue de sociologie offrant une ouverture interdisciplinaire. Elle a été créée en 1969 par le sociologue Jacques Dofny. Deux numéros paraissent chaque année.